# Louriçal
Louriçal est une freguesia portugaise située dans le District de Leiria.
Avec une superficie de 48,04 km2 et une population de 5 095 habitants (2001), la paroisse possède une densité de 106,1 hab/km2.